# ISO 3166-2:DK
ISO 3166-2:DK é o subconjunto da Organização Internacional para Padronização, código de região sub-nacional padrão ISO 3166-2, para as principais subdivisões da Dinamarca. Os códigos definidos abrangem os nomes das principais subdivisões de todos os países codificados no ISO 3166-1.
Atualmente, o ISO 3166-2 define os códigos de 5 regiões dinamarquesas.
Os códigos consistem em duas partes separados por hífen. A primeira parte é DK, o código da Dinamarca no ISO 3166-1 alfa-2, e a segunda parte é um código de dois dígitos (81-85).

## Códigos atuais
Os nomes das subdivisões são listadas no ISO 3166-2 de acordo com padrão publicado pelo Maintenance Agency (ISO 3166/MA).
Os nomes são divididos de acordo com a ordem do alfabeto dinamarquês: a-z, æ, ø, å.
| Código | Nome da subdivisão (da) | Nome da subdivisão (pt) |
| ------ | ----------------------- | ----------------------- |
| DK-84  | Hovedstaden             | Região da Capital       |
| DK-82  | Midtjylland             | Região Central          |
| DK-81  | Nordjylland             | Região Norte            |
| DK-85  | Sjælland                | Região Zelândia         |
| DK-83  | Syddanmark              | Região Sul              |

## Alterações
As seguintes alterações foram anunciadas pela ISO 3166/MA em boletins desde a primeira publicação da ISO 3166-2, em 1998:
| Edição/Boletim  | Data de publicação                               | Descrição da alteração no boletim | Alteração do código de subdivisão                                       |
| --------------- | ------------------------------------------------ | --- | ----------------------------------------------------------------------- |
| ISO 3166-2:2007 | 13 de dezembro de 2007                           | Segunda edição da ISO 3166-2 (essa alteração não foi anunciada em um boletim).                                                                              | Subdivisão de layout: 2 cidades, 14 municípios (ver abaixo) → 5 regiões |
| Boletim II-3    | 13 de dezembro de 2011 (corrigido em 15/12/2011) | O termo genérico local é alterado para o singular, em ordem alfabética, com re-ordenação pelo termo genérico de supressão e atualização da lista de origem. |                                                                         |

### Códigos anteriores ao ISO 3166-2:2007
| Código | Nome da subdivisão | Categoria |
| ------ | ------------------ | --------- |
| DK-147 | Frederiksberg      | cidade    |
| DK-101 | København          | cidade    |
| DK-040 | Bornholm           | condado   |
| DK-020 | Frederiksborg      | condado   |
| DK-042 | Fyn                | condado   |
| DK-015 | København          | condado   |
| DK-080 | Nordjylland        | condado   |
| DK-055 | Ribe               | condado   |
| DK-065 | Ringkøbing         | condado   |
| DK-025 | Roskilde           | condado   |
| DK-035 | Storstrøm          | condado   |
| DK-050 | Sønderjylland      | condado   |
| DK-060 | Vejle              | condado   |
| DK-030 | Vestsjælland       | condado   |
| DK-076 | Viborg             | condado   |
| DK-070 | Århus              | condado   |